# Немиров-Колодкин, Николай Васильевич
Николай Васильевич Неми́ров-Коло́дкин (21 июня (3 июля) 1819—1886) — московский купец 1-й гильдии, ювелирный фабрикант, благотворитель. Почётный гражданин Вологды и Москвы.

## Биография
Родился 21 июня 1819 года в семье вологодского купца Василия Александровича Немирова и его жены Ольги Андреевны.
Отец владел масляным, свечным, войлочным, кожевенным заводами и двумя магазинами. Семья была зажиточной, имела двухэтажный дом. В семье было 10 детей: Александра, Елизавета, Фивея, Софья, Параскева, Варвара, Лариса, Августа и Александр. В 1827 году умерла мать. Четыре года отец воспитывал детей один, но затем женился. Дела семьи постепенно приходили в упадок; через несколько лет скоропостижно скончался отец, оставив детям в наследство долги, которые нечем было оплатить. В 1835 году имущество было распродано для погашения долгов. Старший брат Николая (Александр) умер, таким образом, в 16 лет Немиров остался единственным мужчиной в семье. С 14 лет Николай обучался работе с серебром, работал в ювелирном деле.
В 1843 году переехал в Москву и поступил на работу приказчиком к купцу Ивану Ивановичу Колодкину, который был старше его почти на 25 лет, хозяину магазинов ювелирных изделий. 

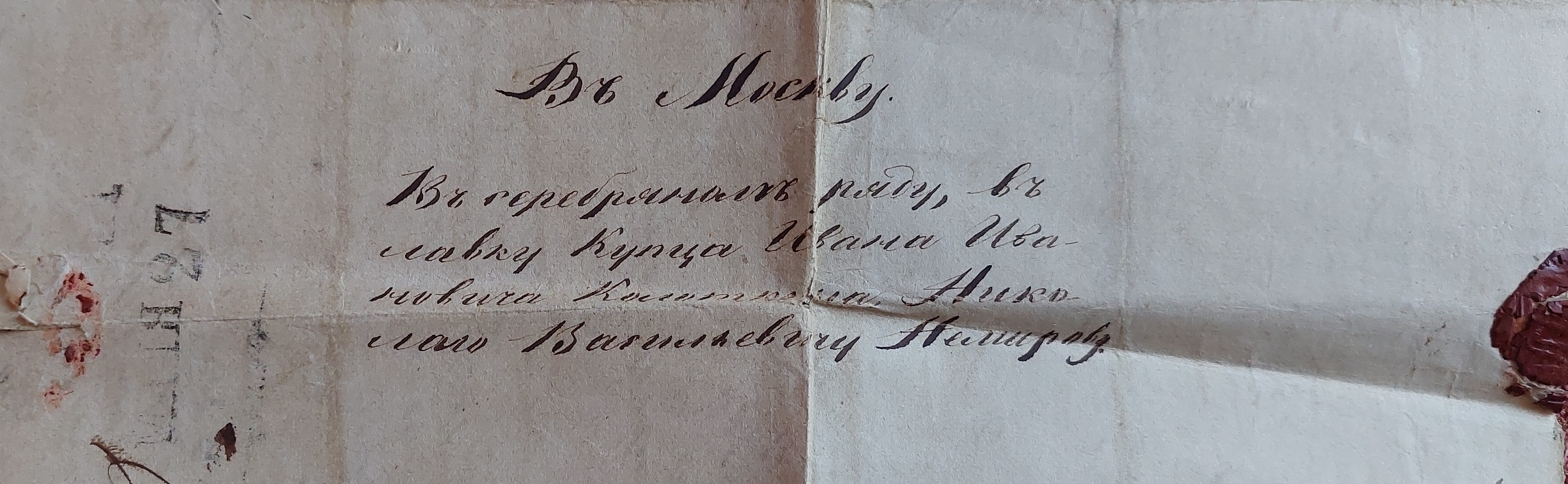
Конверт с адресом и именем получателя

10 ноября 1858 года в Москве, в Екатерининской церкви, что на Всполье, венчались: Николай Васильевич Немиров и Дарья Артемьевна Окорокова. Жених: Московский 3-й гильдии купец Напрудной слободы Николай Васильевич Немиров, имеющий жительство Пятницкой части 4-го квартала в Троице-Вишняковском приходе в доме Колоткина, 40 лет, православного вероисповедания, первым браком. Невеста: Тульской губернии Крапивенская мещанка девица Дарья Артемьевна Окорокова, жительствовавшая доныне в квартире по найму в доме Екатерининского приходского диакона Постникова, 34 года, православного вероисповедания, первым браком. Венчал новобрачных приходской священник Александр иванович Поспелов с церковным причтом. Поручителями по жениху были московский купеческий брат Александр Павлович Бирюков и вологодский мещанин Александр Николаевич Дружинин (племянник жениха), у невесты (отмечена её неграмотность, по причине чего за неё расписался её кузен крапивенский купеческий брат Василий Ефимович Залесков) - Рязанской губернии Данковский мещанин Сергей Вакхович Беликов и Вологодской губернии Грязовецкий купеческий сын Иван Александрович Лапин (племянник жениха). Отмечено, что и жених, и невеста родителей в живых не имеют.
Молодая супруга, которая всегда поддерживала начинания мужа всю их совместную жизнь, приближала Николая Васильевича к открытию собственного дела. 20 февраля 1860 года между компаньонами заключен договор о передаче торгового имущества от Ивана Ивановича Колодкина в руки Николая Васильевича Немирова. За регистрацию данного договора было заплачено 240 рублей серебром. 18 ноября 1868 года в Московскую купеческую управу подается прошение о дозволении Николаю Васильевичу именоваться двойной фамилию Немиров-Колодкин. Прошение было удовлетворено.  Обратим внимание, что в разных справочниках можно встретить разное написание второй части фамилии. Так в ранних справочниках и документах значится Немиров-Колоткин, а в поздних справочниках и документах - Немиров-Колодкин.
В 1870-х Николай Васильевич числился в московских списках купцом первой гильдии.

## Ювелирное производство

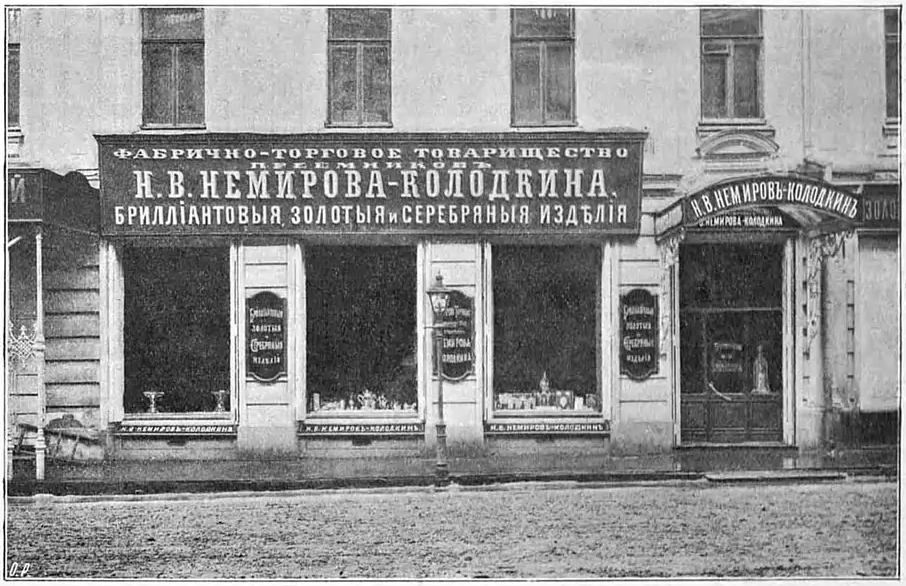
Магазин Фабрично-Торгового товарищества преемников Н. В. Немирова-Колодкина (1904)

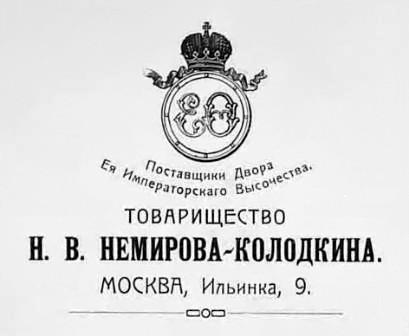
Фирменный знак Фабрично-Торгового товарищества преемников Н. В. Немирова-Колодкина (1905)

В 1872 году приобрел здание неподалеку от дома (Ордынка, 44), где открыл фабрику по производству серебряных и золотых изделий. Детей в семье не было, поэтому для содействия в управлении предприятием купец пригласил из Вологды своих племянников — Алексея Давыдова, Александра и Николая Дружининых, Ивана Лапина. Сохранившиеся в Историческом архиве города Москвы документы о деятельности Товарищества свидетельствуют, что племянники Николая Васильевича и их уже выросшие дети были достойными продолжателями семейного дела. В начале XX века фирма была «Поставщиком Двора Её Императорского Высочества Великой княгини Елизаветы Федоровны.
С 1876 года на предприятиях купца изготавливалась серебряная посуда, которая поставлялась для императорского дворца. Помимо нескольких магазинов на крупнейшей в России Нижегородской ярмарки и в московских Верхних рядах, Немиров-Колодкин в 1880 году открыл еще один магазин в Москве на Ильинке в доме Хлудова.
В 1881—1883 годах Николай Васильевич создал «Торговый Дом Н.В. Немирова-Колодкина», в котором партнерами выступали его племянники. 
Из дневника племянника Дружинина Николая Николаевича -
"Лѣта от Р.Х. 1886 месяца Марта въ 24й день въ 7 чавовъ и 10 минутъ утра въ Понедельникъ 5й седмицы вѣликаго поста после 7.дневной болезни воспаленiя Легкихь скончался дядюшка Николай Васильевичь Немировъ-Колодкинъ. Погребение Тѣла Его было совершено въ Четвергъ 27 числа при многочисленномъ стеченiи народа Отпеванiе совершалъ и божественную литургiю Преосвященный Мисаилъ - Епископъ Дмитровской въ сослуженiи 2х Архимандритовъ и 6ти священниковъ А на отпеванiе выходили до 30 священниковъ Совершенiе отпеванiя было полное по древнему обряду. Погребено тело Его въ Донском Монастыре по Северо-Восточную часть соборнаго Храма. Поминовенный обедъ былъ въ Его собственном доме. Кушало всегъ около пяти сотъ человекъ. Да въ Донскомъ Монастыре около 200 чѣловекъ. Вовремя болезни большихъ страданiй не было. Почти всё время былъ на ногахъ. За 5ти минутъ до кончины былъ въ столовой комнате и кушалъ чай. Я былъ у него и помогалъ Ему держать чайное блюдечко съ чаемъ и вѣлъ Его въ кабинетъ из столовой. Помогал Ему поднять ноги на диванъ и через 2 минуты Его нестало. Последнiй вздохъ испустилъ при мне и всё время былъ въ полной памяти. Житiя его было 67 лѣтъ и ... месяцевъ."
Немиров-Колодкин оставил своим племянникам миллионное состояние. Унаследованные племянниками предприятия год за годом развивались и расширялись. 8 июля 1890 года умер Иван Александрович Лапин, 20 февраля 1893 года скончался Алексей Николаевич Давыдов - племянники Немирова-Колодкина. Оба похоронены в Донском монастыре. Так фирма перешла в руки племянников Дружининых Александра и Николая. На Старомонетном переулке д.35 сохранился дом на фасаде которого две буквы "Д".
Через пять лет после смерти Н.В. Немирова-Колодкина было объявлено о создании «Фабрично-торгового товарищества преемников Н. В. Немирова-Колодкина». В этом же году Товариществом была приобретена на Малой Ордынке (ныне дом № 17) земля. На ней архитектором Мочаловым Иваном Ивановичем в 1895 году было возведено двухэтажное здание фабрики. Предприятие было обеспечено электрическими двигателями, паровыми машинами и другим современным оборудованием. В том числе, выпускалась церковная продукция по заказам духовенства, Святейшего Синода и частных лиц.
Здание сохранилось до настоящего времени, но третий и четвертый этажи были надстроены с 1948 по 1952 годы с максимальным сохранением форм и размеров окон, стилистики фасада.

## Благотворительность

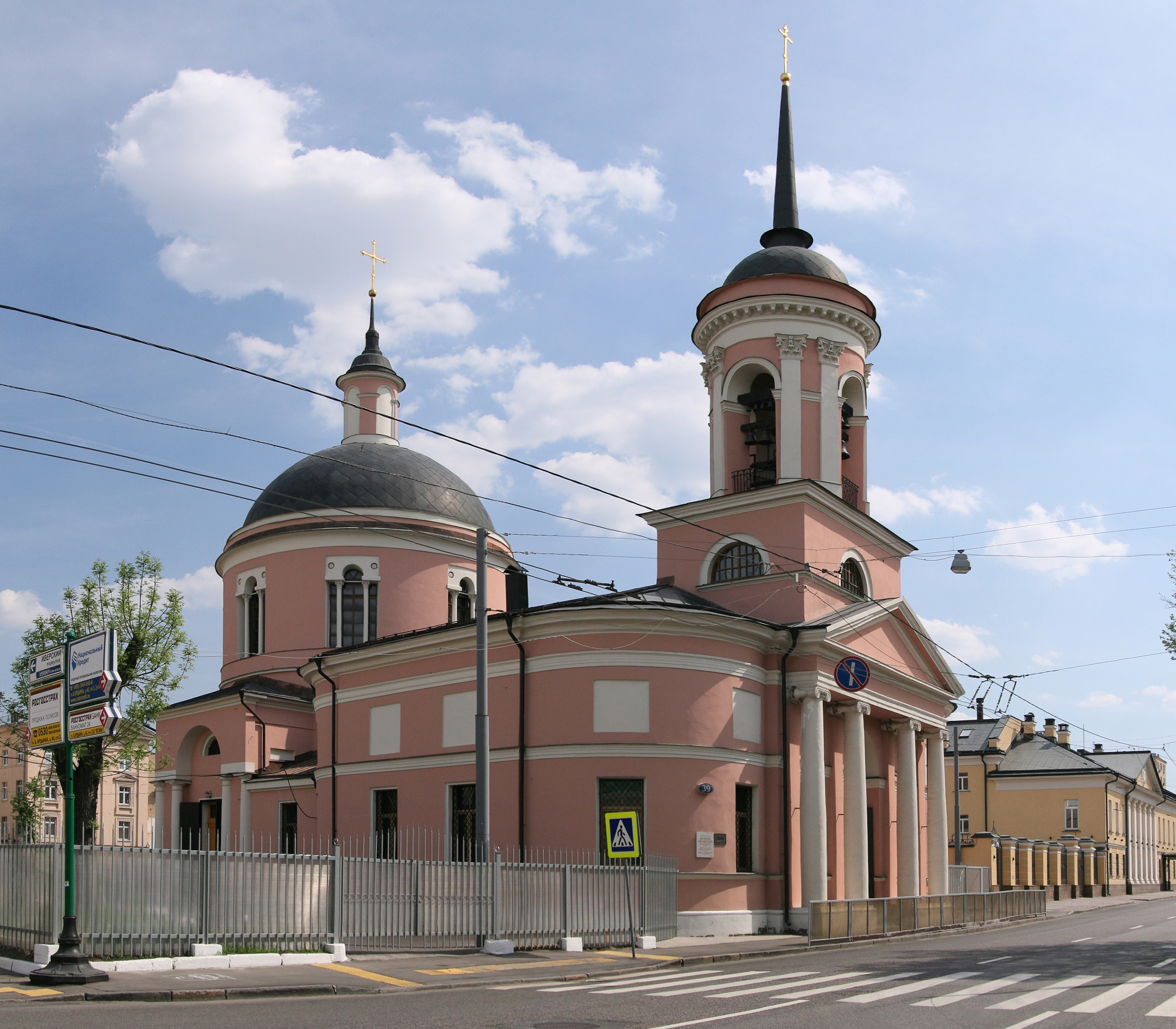
Храм Иверской иконы Божией Матери

Немиров-Колодкин был известен как щедрый меценат и благотворитель. Он являлся попечителем Александро-Мариинского Замоскворецкого училища; ежегодно жертвовал в комитет о просящих милостыню, помогал им в трудоустройстве. На средства мецената была капитально отремонтирована и украшена церковь Иверской Иконы Божьей Матери на Большой Ордынке. Храм располагался напротив дома, где жила семья Немировых-Колодкиных. До 1885 года Николай Васильевич был старостой этого Храма. После кончины дядюшки, старостой Храма стал его племянник - Дружинин Александр Николаевич. В Храме Григория Неокесарийского на улице Полянка, старостой был другой племянник Николая Васильевича - Дружинин Николай Николаевич.
Капитал в 2 тысячи рублей на новые колокола и содержание церковного приюта получила церковь Иоанна Предтечи в Дюдиковой пустыни (находилась на Пересечении набережной VI Армии и улицы Прилуцкой), в Вологде. В 1879 году там же было начато строительство богадельни. Был возведен каменный трёхэтажный корпус и хозяйственные постройки. Содержание богадельни осуществлялось на проценты от банковского вклада Немирова-Колодкина. Учреждение продолжало работать и после Октябрьской революции. В здании бывшей Немировской богадельни в разные годы располагались дом инвалидов и военный госпиталь.

«Какая неописуемая, Божественная радость — давать, ничего не требуя взамен»— Н.В. Немиров-Колодкин
Согласно завещанию, тысячи рублей в процентных бумагах и иконы в богатых окладах с драгоценными камнями были переданы православным, медицинским, образовательным и благотворительным учреждениям. Дума Вологды получила десять тысяч рублей. Ежегодную прибыль от завещанного городской администрации капитала Немиров-Колодкин распорядился раздавать накануне Рождества и Пасхи наибеднейшим горожанам.
В одном из своих домов Немиров-Колодкин открыл для глухих и ослепших женщин богадельню. По завещанию купца, после его смерти, вся московская усадьба поступила в распоряжение богадельни, а на содержание слепых были выделены 40 тысяч рублей. Заведение было названо «Богадельней имени Николая Васильевича и Дарьи Артемьевны Немировых-Колодкиных» и просуществовало до 1917 года. Фирма закрылась в 1917 году после Октябрьской революции. 
В 1918 году по решению Высшего Совета Народного Хозяйства (ВСНХ) было национализировано и передано в "ГЛАВЗОЛОТО" имущество многих ювелиров, в том числе и "Товарищества преемников Немирова-Колодкина".

## Награды и звания
- Почётный гражданин Вологды
- Почётный гражданин Москвы

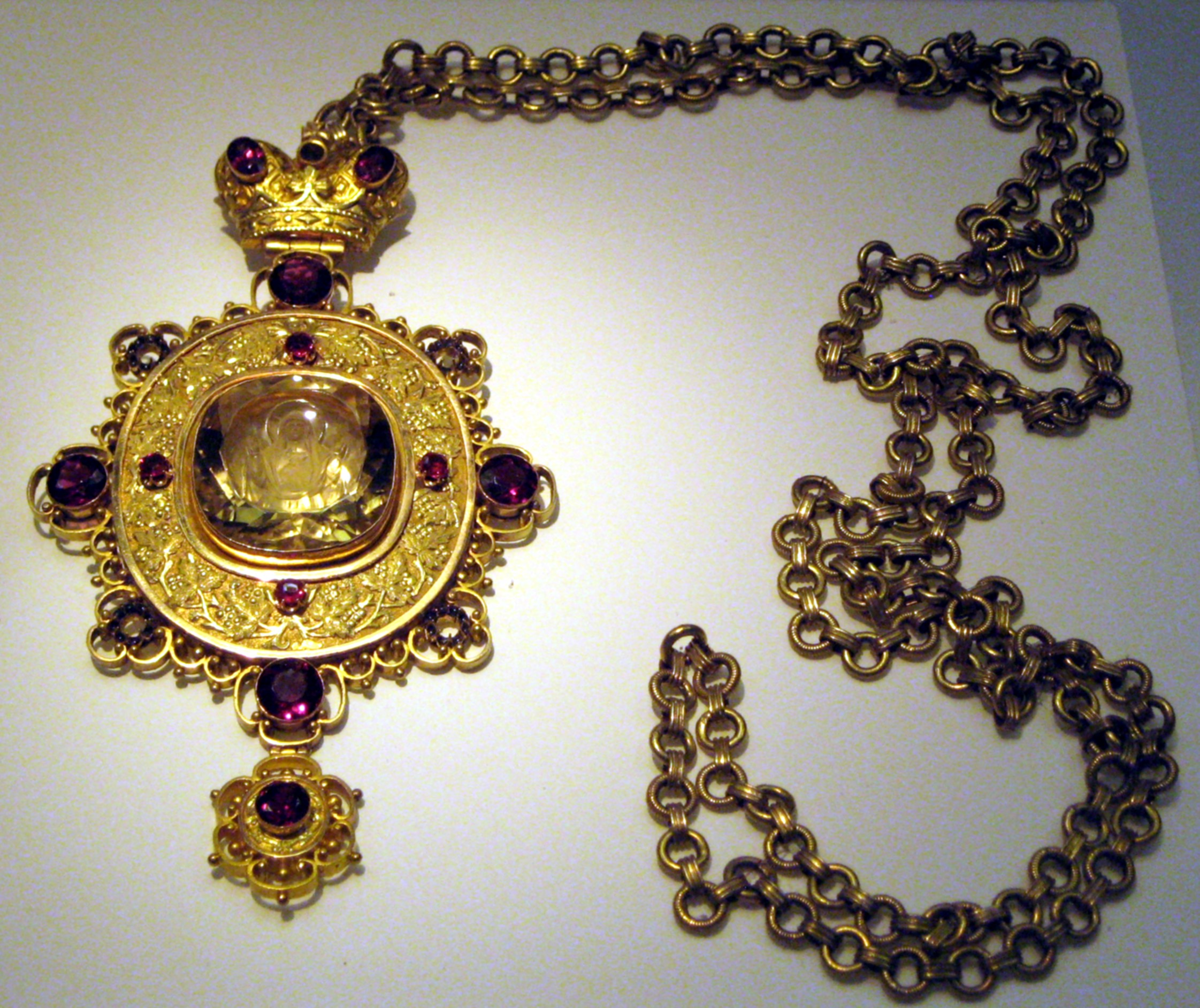
Панагия «Богоматерь Знамение», Россия, Москва, 1899. Фирма «Немиров-Колодкин».

- орден Святой Анны 3 степени (за основание вологодской богадельни)
- Золотые медали «За усердие» (пяти степеней — на Станиславской, Анненской, Александровской, Владимирской и Андреевской лентах)
- грамоты, благодарности и благословения от Святейшего Синода